# Josette Elayi
Josette Elayi née Escaich est une historienne française de l'Antiquité, chercheur honoraire au CNRS, née aux Bordes-sur-Lez, en Ariège, le 29 mars 1943. Elle est l'auteur de nombreux livres d'archéologie et d'histoire. Elle se fait connaître du grand public par un livre où elle expose ses points de vue sur la politique de la recherche La Face cachée de la recherche française, et par un roman Le Survivant. Elle a été en 2010 et 2011 membre du CDHSS (Conseil pour le développement des humanités et des sciences sociales, ministère de l'Enseignement supérieur et de la Recherche).

## Recherche
Dans le cadre de ses recherches, Josette Elayi a développé une nouvelle méthode historique, méthode pluridisciplinaire alliant épigraphie, numismatique, archéologie, économie et sociologie. Elle a appliqué cette méthodologie à l'histoire des Phéniciens (Le métier d'historien du Proche-Orient  antique : Être historienne de la Phénicie, ici et maintenant, Paris 2004). Elle a créé et dirige une série internationale d'histoire ancienne du Proche-Orient Transeuphratène (Éditions Gabalda, Paris ; puis Éditions Peeters, Leuven, Belgique) et une collection de monographies (71 volumes publiés). Avec deux collègues, elle a créé et animé un groupe international de recherche (Association pour la recherche sur la Syrie-Palestine à l’époque perse), et elle a organisé une douzaine de colloques internationaux et de nombreuses rencontres scientifiques. Elle est membre d'une quinzaine de sociétés savantes.

## La Face cachée de la recherche française
Dans deux de ses livres, Josette Elayi analyse ce qu'elle considère comme des dysfonctionnements de la recherche, notamment au sein du CNRS, et propose une meilleure distribution des crédits, basée sur une évaluation correcte de la compétence des chercheurs. Ces propos ont été développés dans plus de 25 articles de presse. La direction du CNRS a exercé son droit de réponse face à un de ses articles publiés dans Metro.

## Publications

### Ouvrages d'histoire
Dans le cadre de ses fonctions, elle a écrit environ 200 articles d'histoire dans 40 revues internationales spécialisées. Elle a par ailleurs écrit 44 livres en français, en espagnol et en anglais :
- A. G. Elayi et J. Elayi, Catalogue de l'Exposition sur l'Histoire de la monnaie, Idéaphane, Paris 1987.
- J. Elayi, Recherches sur les cités phéniciennes à l'époque perse, Institut Universitaire Oriental, Naples 1987.
- J. Elayi, Pénétration grecque en Phénicie sous l'Empire perse, Presses Universitaires, Nancy 1988.
- J. Elayi et A. G. Elayi, La monnaie à travers les âges, Idéaphane, Paris 1989.
- J. Elayi, Sidon, cité autonome de l'Empire perse, Gabalda, Paris 1989.
- J. Elayi, Economie des cités phéniciennes sous l'Empire perse, Institut Universitaire Oriental, Naples 1990.
- J. Elayi et J. Sapin, Nouveaux regards sur la Transeuphratène, Brépols, Turnout (Belgique) 1991 (Brépols).
- J. Elayi et J. Sapin, Beyond the River, New Perspectives on Transeuphrates, Sheffield Academic Press, Sheffield 1998 (traduction anglaise).
- J. Elayi et A. G. Elayi, Trésors de monnaies phéniciennes et circulation monétaire (Ve – IVe siècles avant J.-C.), Gabalda, Paris 1993.
- J. Elayi et A. Planas Palau, Les pointes de flèches en bronze d'Ibiza dans le cadre de la colonisation phénico-punique, Gabalda, Paris 1995.
- J. Elayi et M. R. Haykal, Nouvelles découvertes sur les usages funéraires des Phéniciens d'Arwad (Syrie), Gabalda, Paris 1996.
- J. Elayi et A. G. Elayi, Recherches sur les poids phéniciens, Gabalda, Paris 1997.
- J. Elayi et A. Lemaire, Graffiti et contremarques ouest-sémitiques sur les monnaies grecques et proche-orientales, Ennerre, Milan 1998.
- J. Elayi et H. Sayegh, Un quartier du port phénicien de Beyrouth au Fer III/Perse. I. Les objets, Gabalda, Paris 1998.
- J. Elayi et H. Sayegh, Un quartier du port phénicien de Beyrouth au Fer III/Perse. II. Archéologie et histoire, Gabalda, Paris 2000.
- J. Elayi et J. Sapin, Quinze ans de recherche (1985-2000) sur la Transeuphratène à l’époque perse, Gabalda, Paris 2000.
- P. Rosser Liminana, J. Elayi et J. M. Pérez Burgos, El Cerro de las Balsas y El Chinchorro : una aproximacion a la arqueologia del poblamiento prehistorico e ibérico de La Albufereta de Alicante, Alicante 2003.
- J. Elayi, Pièges pour historien et recherche en péril, Idéaphane, Paris 2004.
- J. Elayi et A.G. Elayi, Le monnayage de la cité phénicienne de Sidon à l’époque perse (Ve-IVe s. av. J.-C.), 2 tomes, Gabalda, Paris 2004.
- J. Elayi, Abdashtart 1er / Straton de Sidon : un roi phénicien entre Orient et Occident, Gabalda, Paris 2005.
- J. Elayi, La face cachée de la recherche française, Idéaphane, Paris 2005.
- J. Elayi et A.G. Elayi, The Coinage of the Phoenician City of Tyre in the Persian Period (5th-4th cent. BCE), Peeters, Leuven 2009.
- J. Elayi, Byblos, citée sacrée (8e-4e s. av. J.-C.), Gabalda, Paris 2009.
- J. Elayi, Histoire de la Phénicie, Éditions Perrin, Paris 2013. Collection Tempus, 2018.
- J. Elayi et A.G. Elayi, A Monetary and Political History of the Phoenician City of Byblos, Eisenbrauns, Winona Lake 2014.
- J. Elayi et A.G. Elayi, Phoenician Coinages, Gabalda, Paris 2014.
- J. Elayi et A.G. Elayi, Arwad, cité phénicienne du nord, Gabalda, Paris 2015.
- J. Elayi, Sargon II, King of Assyria, SBL Press, Atlanta 2017.
- J. Elayi, Sennacherib, King of Assyria, SBL Press, Atlanta 2018.
- J. Elayi, The History of Phoenicia, Lockwood Press, Atlanta 2018.
- J. Elayi dir., 71 volumes entre 1989 et 2018 de la série Transeuphratène et Suppléments à Transeuphratène, Gabalda, Paris ; Peeters, Leuven.
- J. Elayi, L'Empire assyrien, Perrin, 2021. Collection Tempus, 2024.
- J. Elayi, Tiglath-pileser III, Founder of the Assyrian Empire, SBL Press, Atlanta 2022.
- J. Elayi, Esarhaddon, King of Assyria, Lockwood Press, Colombus 2023.
- J. Elayi, L'Empire babylonien, entre haine et fascination, Perrin, 2024.
- J. Elayi, Nabuchodonosor:Roi de Babylone, entre histoire et légende, Perrin, 2025

### Romans
- J. Elayi, Le Survivant, roman, Paris, Éditions L'Harmattan, 2009.
- J. Elayi, Secrets de granit, roman, Paris, Éditions L'Harmattan, 2011.
- J. Elayi, L’Ombre de Saddam, roman, Paris, Éditions Lemieux, 2015.
- J. Elayi, Pourquoi je suis devenu un terroriste, roman, Paris, Éditions L'Harmattan, 2017.
- J. Elayi, Arwad, une île syrienne à la dérive, roman, Paris, Éditions Glyphe, 2018.
- J. Elayi, Ange Garelli, descendant de Napoléon, roman, Paris, Éditions L'Harmattan, 2019.
- J. Elayi, Mort à Barcelone, roman, Paris, Éditions L'Harmattan, 2022.
- J. Elayi, Le roi qui noya Babylone, roman, Chaumont, Éditions Douro, 2023.
- A.G. Elayi et J. Elayi, Le voyage d'Archimède au 21e siècle, roman, Chaumont, Éditions Douro, 2024.
- A.G. Elayi et J. Elayi, Ce monde qui vient, roman, Paris, Éditions Idéaphane, 2024.

## Distinctions

### Décoration
- Chevalier de la Légion d'honneur

### Récompenses
- Deux prix de l'Académie des Inscriptions et Belles Lettres pour ses livres sur 80 trésors de monnaies phéniciennes et les fouilles du centre-ville de Beyrouth
- Prix de la Société Française de Numismatique pour l'ensemble de ses travaux numismatiques.